# 金帶無鬚魮
金帶無鬚魮（学名：Puntius aurotaeniatus）為輻鰭魚綱鯉形目鯉科的其中一個種，分布於亞洲湄公河、湄南河及暹羅灣附近溪流，背面褐色，淡黃色的在側邊與腹面上，具銀色光彩；唇與吻頂端有黑色邊緣；鰭條暗色；鱗片在側線上面邊緣有一條細小黑色斑點條紋，背鰭硬棘4枚；背鰭軟條8枚；臀鰭硬棘3枚；臀鰭軟條5枚，體長6公分，棲息在水質較混濁、水流緩慢的水域，屬肉食性，以昆蟲幼蟲及浮游動物為食，繁殖期在雨季。